# Mikulov na Moravě (nádraží)
Mikulov na Moravě je železniční stanice v jihozápadní části města Mikulov v okrese Břeclav v Jihomoravském kraji. Leží na jednokolejné neelektrizované trati Břeclav–Znojmo. Před staniční budovou se nachází městské autobusové nádraží.

## Historie

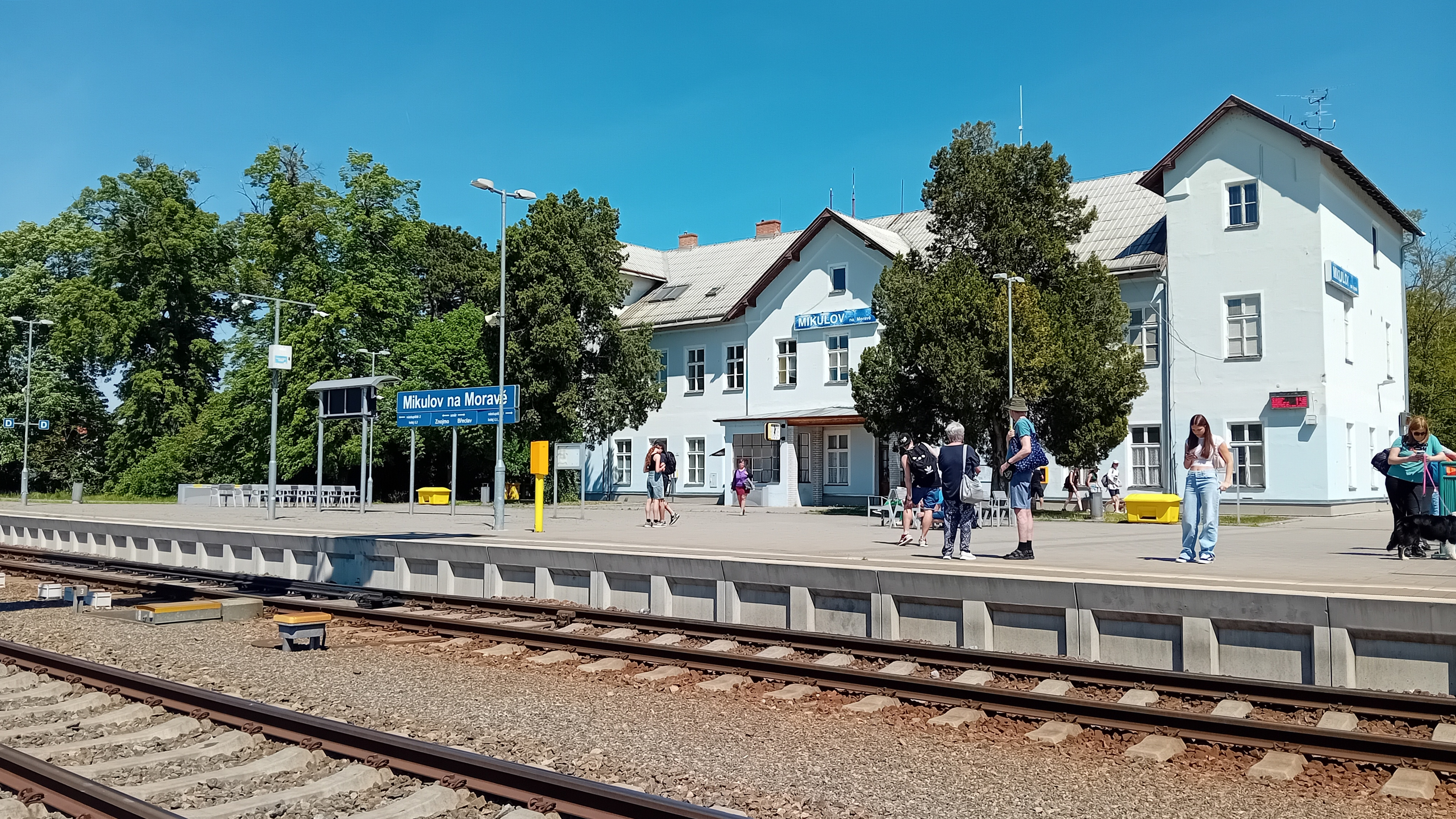
Kolejiště a budova nádraží

Stanice byla vybudována jakožto součást propojovací dráhy mezi již existujícími železnicemi v úseku z Břeclavi do Hrušovan nad Jevišovkou c. k. privilegovanou společností Dráha Břeclav-Mikulov-Hrušovany (německy K. k. privilegierte Lundenburg-Nikolsburg-Grußbacher Eisenbahn), pravidelný provoz zde byl zahájen 30. prosince 1872.
Dopravu na trati zajišťovala v letech 1872–1874 Severní dráha císaře Ferdinanda (KFNB), v letech 1874–1876 Rakouská severozápadní dráha (ÖNWB), roku 1876 trať převzala KFNB. Po zestátnění KFNB v roce 1906 obsluhovala stanici jedna společnost, Císařsko-královské státní dráhy (kkStB), po roce 1918 pak správu přebraly Československé státní dráhy.

## Popis
Nacházejí se zde dvě úrovňová nástupiště, jedno vnější a jedno jazykové.